# Скифо-сибирский звериный стиль

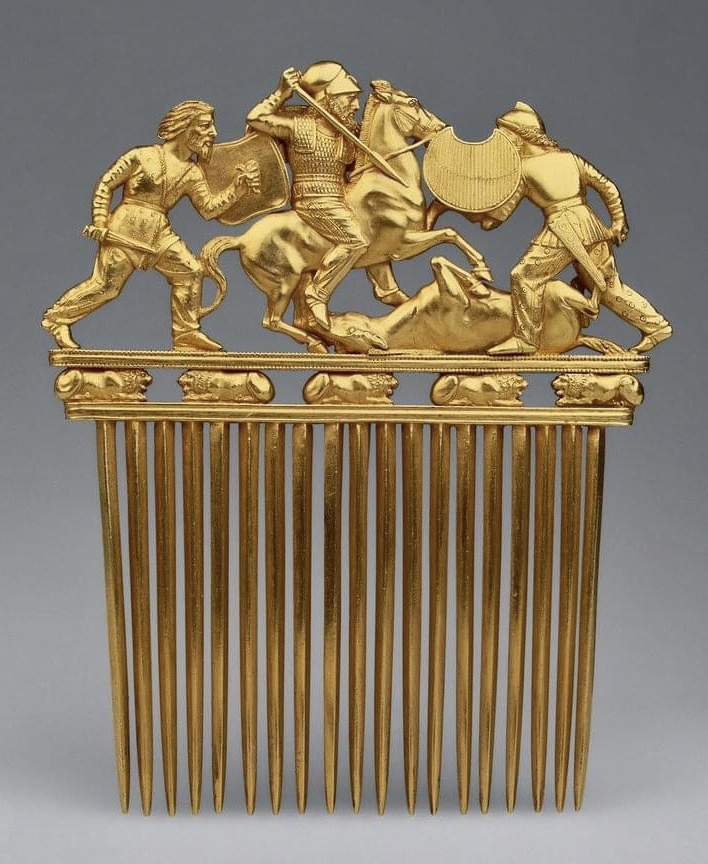
Золотой гребень из кургана Солоха начало IV века до н. э. (возможно, изготовлен на заказ древними греками). Эрмитаж

Скифо-сибирский звериный стиль — историко-региональная разновидность звериного стиля, сложившаяся в VII-IV в. до н. э., характерная для «скифо-сибирского мира». Выделяется особой манерой изображения животных. Широко представлена в культурах позднего бронзового и раннего железного века евразийских степей, включая и территорию Южной Сибири.

## История
Появление в Центральной Азии скифо-сибирского звериного стиля связано с памятниками карасукской культуры (XIII—IX вв. до н. э.) (см. ), его расцвет с тагарской культурой (IX—III вв. до н. э.). К звериному стилю принадлежат также татуировки, сохранившиеся на мумиях представителей пазырыкской культуры (например, т. н. «алтайской принцессы»).
Этот стиль представлен изображениями на скалах (петроглифы) и находками в погребениях. Объектом для изображения являются четыре группы животных: 
- копытные (кабан, лось, олень, горный баран, лошадь),
- хищники (кошачьи, волки)
- птицы (в основном хищные)
- фантастические животные

Фигурка оленя

Для скифского звериного стиля характерен строго ограниченный набор канонических поз животных. В качестве образцов, определяющих его специфику, исследователи приводят изображения свернувшегося кошачьего хищника, оленя с подогнутыми ногами и откинутыми на спину рогами, копытных животных, стоящих на кончиках копыт («на цыпочках»). Общепризнанным среди исследователей является утверждение о сакральном значении этих образов, поскольку подавляющая часть известных вещей, выполненных в скифском зверином стиле, найдена в погребениях и связана с погребальными и поминальными культами. Образы скифо-сибирского искусства (олень, горный баран, сцены борьбы и др.) несли в себе идеи, понятные всему обществу, они одновременно лаконичны и многозначны. Наиболее выразительными образцами стиля в памятниках тагарской культуры являются изображения следующих животных: фигурок баранов (на колоколовидных навершиях, «штандартах — факельницах», на рукоятках ножей и обушках чеканов), оленные бляхи, скульптурки оленей, помещенные на обушках чеканов и ножей, иногда на зеркалах. Образ свернувшегося кошачьего хищника в памятниках тагарской культуры встречается редко.

## Семантика образов

Свернувшийся барс

Наибольшие споры среди ученых (археологов, историков, искусствоведов) вызывает вопрос о смысловом значении скифо-сибирского изобразительного канона. Высказаны различные точки зрения, порой противоположные. 
В свернувшемся кошачьем хищнике видели и спящее животное, и отражение некой идеальной формы и именно этим объясняли подобную его каноническую позу. 
В олене с подогнутыми ногами предполагали лежащее животное, приготовленное к жертве. Трактуется образ оленя и как воплощение определённых представлений людей тагарской культуры об окружающем мире — о происхождении людей и всей вселенной, идея культа солнечного божества (олень — золотые рога) — источника света и жизни на земле. 
Весьма вероятно, что в основных канонических образах стиля, через удачно найденные художественные приемы, передано двоякое состояние животных: с одной стороны, движение, экспрессия, а с другой, гармония и уравновешенность. Именно так в изобразительных традициях стиля было передано, как считает Е. Д. Паульс, осознанное людьми единство противоположных начал — жизни и смерти, одновременно преодоление смерти.

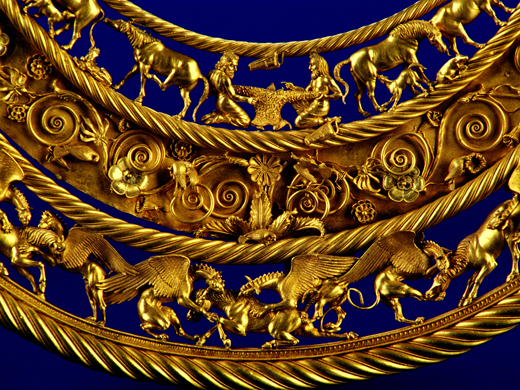
Золотая скифская пектораль или ожерелье из царского кургана в Толстой могиле, Покров, Украина, датируется второй половиной IV в. до н. э.
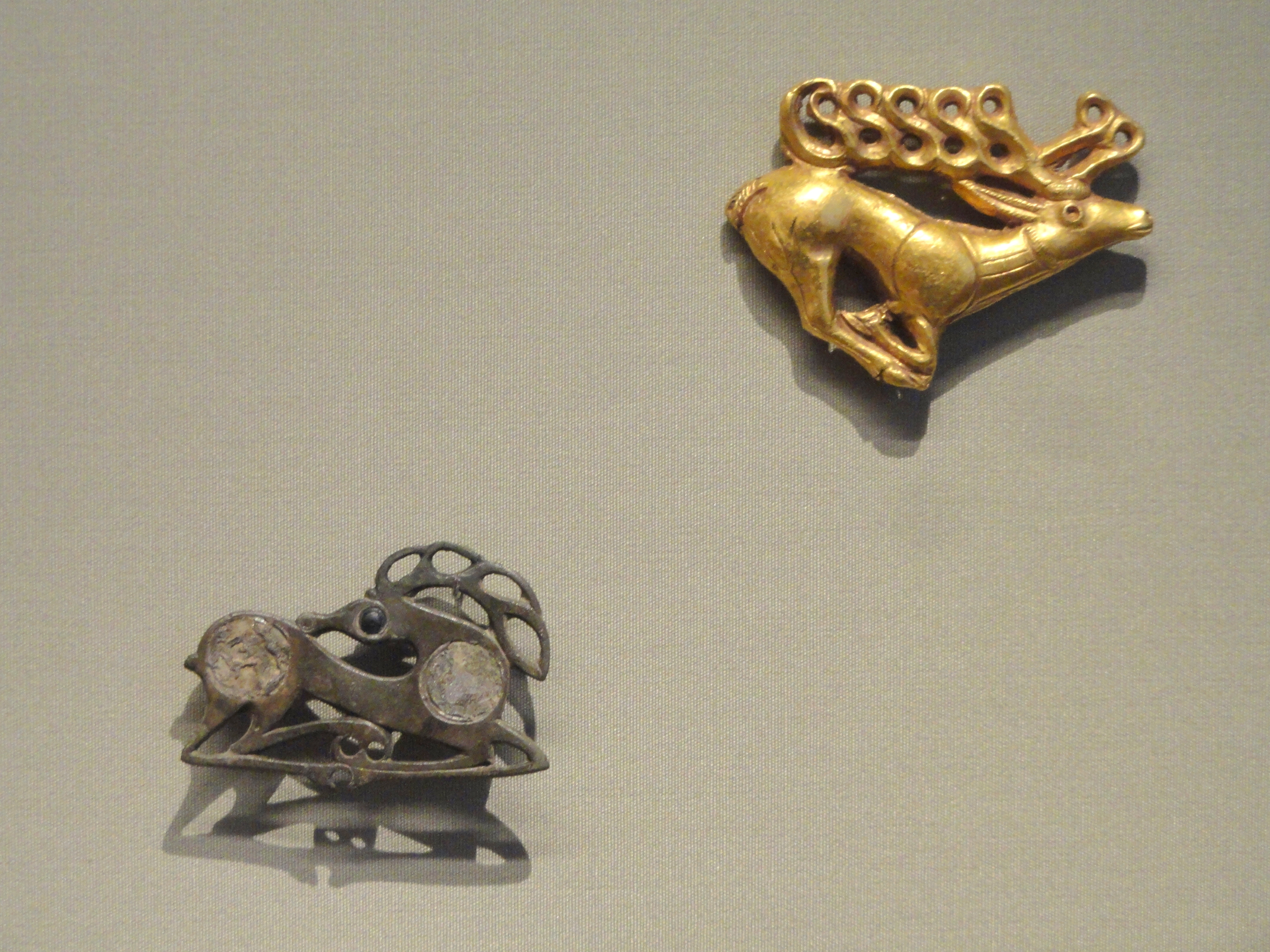
Влияние скифского искусства: фибула в форме лежащего оленя (внизу), около 400 г. н. э., Северо-Восточная Европа
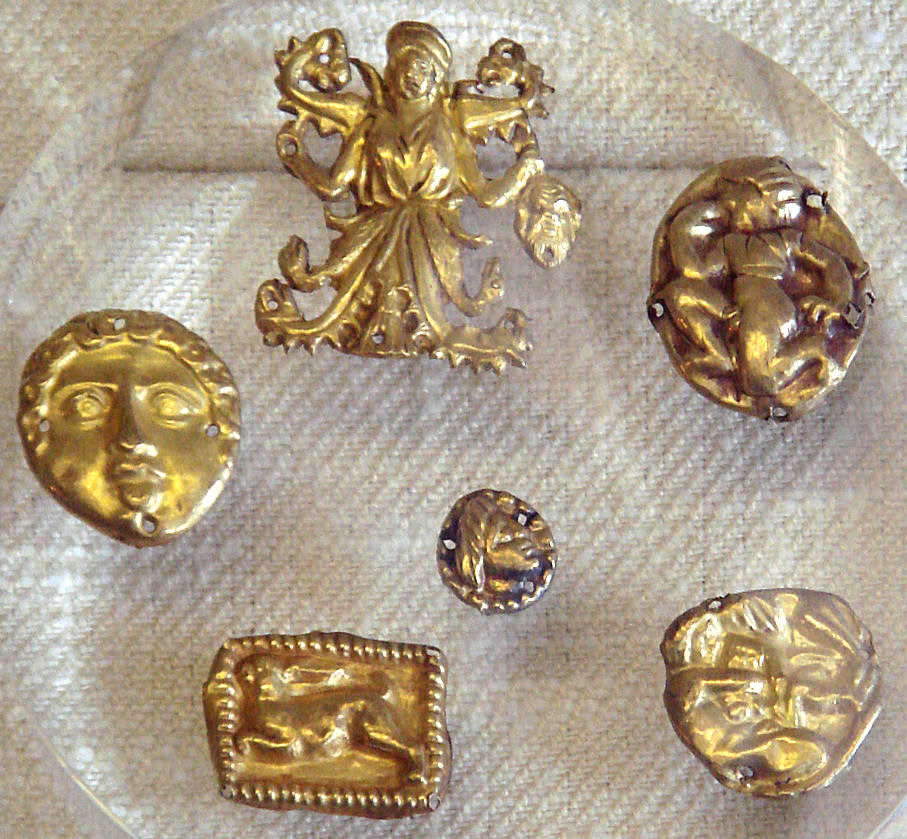
Предметы из кургана Куль-Оба (Крым, 1-я пол. IV в. до н. э.)
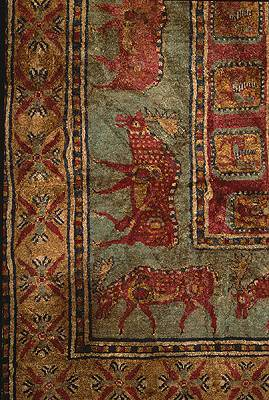
Фрагмент пазырыкского ковра
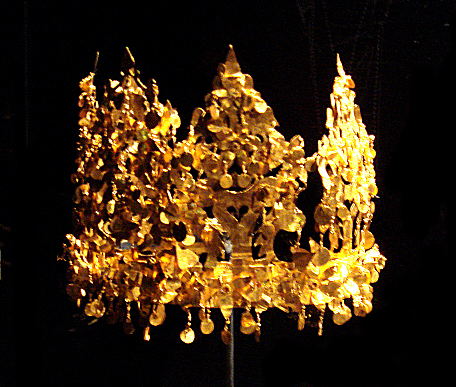
Золотая корона. Клад из Тилля-тепе, Афганистан.